# Nestlé Smarties Book Prize
Der Nestlé Smarties Book Prize (Nestlé Children's Book Prize) war ein renommierter britischer Literaturpreis, der seit 1985 jährlich von der unabhängigen  Gesellschaft Booktrust an herausragende, im Vereinigten Königreich publizierte Bücher vergeben wurde.
In den Jahren 1985 und 1986 gab es jeweils einen sogenannten Overall Winner, in den Folgejahren führte man drei Alterskategorien ein: Bücher für Kinder unter fünf Jahren, für Sechs- bis Achtjährige und für Neun- bis Elfjährige. Seit 1996 erhielten die Gewinner der ersten drei Plätze Gold-, Silber- bzw. Bronzemedaillen. Eine Jury aus Erwachsenen erstellte eine Auswahlliste, aus der dann britische Schulkinder die Gewinner des ersten bis dritten Platzes wählten.
Der Preis wurde vom Hersteller der Smarties, dem Unternehmen Nestlé, gesponsert.
2008 wurde der Preis eingestellt. Die Entscheidung fiel einvernehmlich zwischen Booktrust und Nestlé.

## Preisträger
Die Namen von Illustratoren stehen in Klammern.
|      | unter 5 Jahren                                                     | 6–8 Jahre                                                                    | 9–11 Jahre                                                                                             |
| 2007 | 2007                                                               | 2007                                                                         | 2007                                                                                                   |
| ---- | ------------------------------------------------------------------ | ---------------------------------------------------------------------------- | --- |
|      | Penguin Polly Dunbar                                               | Ivan the Terrible Anne Fine                                                  | Shadow Forest Matt Haig                                                                                |
|      | Dexter Bexley and the Big Blue Beastie Joel Stewart                | Little Mouse’s Big Book of Fears Emily Gravett                               | Catcall Linda Newbery                                                                                  |
|      | When a Monster is Born Sean Taylor und Nick Sharratt               | Ottoline and the Yellow Cat Chris Riddell                                    | Here Lies Arthur Philip Reeve                                                                          |
| 2006 |                                                                    |                                                                              | |
|      | That Rabbit Belongs to Emily Brown Cressida Cowell & Neal Layton   | Mouse Noses on Toast Daren King                                              | The Diamond of Drury Lane Julia Golding                                                                |
|      | The Emperor of Absurdia Chris Riddell                              | Hugo Pepper Paul Stewart & Chris Riddell                                     | The Tide Knot Helen Dunmore                                                                            |
|      | Wibbly Pig’s Silly Big Bear Sally Gardner                          | The Adventures of The Dish and The Spoon Mini Grey                           | The Pig Who Saved the World Paul Shipton                                                               |
| 2005 |                                                                    |                                                                              | |
|      | Lost and Found Oliver Jeffers                                      | The Whisperer Nick Butterworth                                               | I, Coriander Sally Gardner                                                                             |
|      | Wolves Emily Gravett                                               | Sad Book Michael Rosen                                                       | The Scarecrow and his Servant Philip Pullman                                                           |
|      | The Dancing Tiger Malachy Doyle & (Steve Johnson)                  | Corby Flood Paul Stewart & Chris Riddell                                     | The Whispering Road Livi Michael                                                                       |
| 2004 |                                                                    |                                                                              | |
|      | Biscuit Bear Mini Grey                                             | Fergus Crane Paul Stewart & Chris Riddell                                    | Spilled Water Sally Grindley                                                                           |
|      | My Big Brother Boris Liz Pichon                                    | Cloud Busting Malorie Blackman                                               | The Star of Kazan (dt. Annika und der Stern von Kazan) Eva Ibbotson                                    |
|      | Bartholomew and the Bug Neal Layton                                | Smile! Geraldine McCaughrean                                                 | Keeper Mal Peet                                                                                        |
| 2003 |                                                                    |                                                                              | |
|      | The Witch's Children and the Queen Ursula Jones & (Russell Ayto)   | Varjak Paw SF Said & (Dave McKean)                                           | The Fire-Eaters (dt. Feuerschlucker) David Almond                                                      |
|      | Tadpole's Promise Jeanne Willis & (Tony Ross)                      | The Last Castaways Harry Horse                                               | Montmorency Eleanor Updale                                                                             |
|      | Two Frogs Chris Wormell                                            | The Countess's Calamity Sally Gardner                                        | The Various Steve Augarde                                                                              |
| 2002 |                                                                    |                                                                              | |
|      | Jazzy in the Jungle Lucy Cousins                                   | That Pesky Rat Lauren Child                                                  | Mortal Engines Philip Reeve                                                                            |
|      | Pizza Kittens Charlotte Voake                                      | Pirate Diary – The Journal of Jake Carpenter Richard Platt & (Chris Riddell) | Cold Tom Sally Prue                                                                                    |
|      | Oscar and Arabella Neal Layton                                     | The Last Wolf Michael Morpurgo & (Michael Foreman)                           | Stop the Train Geraldine McCaughrean                                                                   |
| 2001 |                                                                    |                                                                              | |
|      | Chimp and Zee Catherine and Laurence Anholt                        | The Shrimp Emily Smith                                                       | Journey to the River Sea (dt. Maia oder Als Miss Minton ihr Korsett in den Amazonas warf) Eva Ibbotson |
|      | Kipper's A to Z Mick Inkpen                                        | Ug Raymond Briggs                                                            | The Haunting of Alaizabel Cray Chris Wooding                                                           |
|      | Five Little Friends Sarah Dyer                                     | What Planet Are You From Clarice Bean? Lauren Child                          | The Kite Rider Geraldine McCaughrean                                                                   |
| 2000 |                                                                    |                                                                              | |
|      | Max Bob Graham                                                     | Lizzie Zipmouth Jacqueline Wilson & (Nick Sharratt)                          | The Wind Singer William Nicholson                                                                      |
|      | Me and My Cat Satoshi Kitamura                                     | The Red and White Spotted Handkerchief Tony Mitton & (Peter Bailey)          | The Other Side of Truth Beverley Naidoo                                                                |
|      | Husherbye John Burningham                                          | Beware of the Storybook Wolves Lauren Child                                  | The Seeing Stone Kevin Crossley-Holland                                                                |
| 1999 |                                                                    |                                                                              | |
|      | The Gruffalo (dt. Der Grüffelo) Julia Donaldson & (Axel Scheffler) | Snow White and the Seven Aliens Laurence Anholt & (Arthur Robins)            | Harry Potter and the Prisoner of Azkaban Joanne K. Rowling                                             |
|      | Buffy – An Adventure Story Bob Graham                              | Astrid, the Au Pair from Outer Space Emily Smith                             | Kit's Wilderness (dt. Zwischen gestern und morgen) David Almond                                        |
|      | I Wish I Were a Dog Lydia Monks                                    | Clarice Bean That's Me Lauren Child                                          | Angus, Thongs and Full-Frontal Snogging Louise Rennison                                                |
| 1998 |                                                                    |                                                                              | |
|      | Cowboy Baby Sue Heap                                               | Last of the Gold Diggers Harry Horse                                         | Harry Potter and the Chamber of Secrets Joanne K. Rowling                                              |
|      | Come On Daisy Jane Simmons                                         | The Runner Keith Gray                                                        | Aquila Andrew Norriss                                                                                  |
|      | Secret in the Mist Margaret Nash                                   | The Green Ship Quentin Blake                                                 | The Crowstarver Dick King-Smith                                                                        |
| 1997 |                                                                    |                                                                              | |
|      | Ginger Charlotte Voake                                             | The Owl Tree Jenny Nimmo & (Anthony Lewis)                                   | Harry Potter and the Philosopher's Stone Joanne K. Rowling                                             |
|      | Leon and Bob Simon James                                           | The Little Reindeer Michael Foreman                                          | Clockwork or All Wound Up Philip Pullman                                                               |
|      | Fruits Valerie Bloom & (David Axtell)                              | We Animals Would Like a Word With You John Agard & (Satoshi Kitamura)        | Bed and Bone Henrietta Branford                                                                        |
| 1996 |                                                                    |                                                                              | |
|      | Oops! Colin McNaughton                                             | The Butterfly Lion Michael Morpurgo & (Christian Birmingham)                 | The Firework-Maker's Daughter Philip Pullman & (Nick Harris)                                           |
|      | The World is Full of Babies Mick Manning & Brita Granstrom         | Harry the Poisonous Centipede Lynne Reid Banks & (Tony Ross)                 | Johnny and the Bomb Terry Pratchett                                                                    |
|      | Clown Quentin Blake                                                | All Because of Jackson Dick King-Smith                                       | Plundering Paradise Geraldine McCaughrean                                                              |
| 1995 |                                                                    |                                                                              | |
|      | The Last Noo-Noo Jill Murphy                                       | Thomas and the Tinners Jill Paton Walsh                                      | Double Act Jacqueline Wilson                                                                           |
| 1994 |                                                                    |                                                                              | |
|      | So Much Trish Cooke & (Helen Oxenbury)                             | Dimanche Diller Henrietta Branford & (Lesley Harker)                         | The Exiles at Home Hilary McKay                                                                        |
| 1993 |                                                                    |                                                                              | |
|      | Hue Boy Rita Phillips Mitchell                                     | War Game Michael Foreman                                                     | Listen to the Dark Maeve Henry                                                                         |
| 1992 |                                                                    |                                                                              | |
|      | Nice Work, Little Wolf Hilda Offen                                 | The Story of the Creation Jane Ray                                           | The Great Elephant Chase Gillian Cross                                                                 |
| 1991 |                                                                    |                                                                              | |
|      | Farmer Duck Martin Waddell & Helen Oxenbury                        | Josie Smith and Eileen Magdalen Nabb                                         | Krindledrax Philip Ridley                                                                              |
| 1990 |                                                                    |                                                                              | |
|      | Six Dinner Sid Inga Moore                                          | Esio Trot Roald Dahl                                                         | Midnight Blue Pauline Fisk                                                                             |
| 1989 |                                                                    |                                                                              | |
|      | We're Going on a Bear Hunt Michael Rosen & (Helen Oxenbury)        | Bill's New Frock Anne Fine                                                   | Blitzcat Robert Westall                                                                                |
| 1988 |                                                                    |                                                                              | |
|      | Can't You Sleep Little Bear Martin Waddell & Barbara Firth         | Can it be True?: A Christmas Story Susan Hill                                | Rushavenn Time Theresa Whistler                                                                        |
| 1987 |                                                                    |                                                                              | |
|      | The Angel and the Soldier Boy Peter Collington                     | Tangle and the Firesticks Benedict Blathwayh                                 | A Thief in the Village James Berry                                                                     |
| 1986 |                                                                    |                                                                              | |
|      | The Snow Spider Jenny Nimmo                                        |                                                                              | |
| 1985 |                                                                    |                                                                              | |
|      | Gaffer Samson's Luck Jill Paton Walsh                              |                                                                              | |